# Genevieve Fuji Johnson
Genevieve Fuji Johnson (* 1968) ist eine kanadische Politikwissenschaftlerin, die an der Simon Fraser University (SFU) forscht und lehrt. Sie ist amtierende Präsidentin der Canadian Political Science Association (CPSA).

## Leben
Johnson machte ihren Bachelor-Abschluss an der Simon Fraser University, das Master-Examen an der London School of Economics, und wurde an der University of Toronto zur Ph.D. promoviert. 
Johnson forscht und lehrt zu feministischem politischen Denken (mit einem Schwerpunkt auf rassifizierte und minoritäre kritische Wissenschaftler); solidarischer Wissenschaft; Demokratietheorie, interpretativer politische Analyse und qualitativer Methodologie. Gemeinsam mit der Aktivistin, Pädagogin und Autorin Kerry Porth, die sich für die Rechte von Sexarbeiterinnen einsetzt, beschäftigt sie sich derzeit mit der Kontrolle von Sexarbeit in kanadischen und US-amerikanischen Städten. Zu diesem Thema publizieren beide gemeinsam Comics und planen eine Graphic Novel.